# Wegrace in de jaren 1940-1949
De wegrace in de jaren 1940-1949 beschrijft de ontwikkeling van de wegrace met motorfietsen tijdens, maar vooral in de eerste jaren na de Tweede Wereldoorlog.

## Algemeen
Juist aan het einde van de jaren dertig vonden er geweldige ontwikkelingen plaats op het gebied van compressormotoren, die door die oorlog in de kiem gesmoord werden. Matt Wright was in 1936 begonnen met de ontwikkeling van een 500cc-V-vier met bovenliggende nokkenassen en een compressor voor AJS. Die kon in 1939 nog net worden ingezet in de Senior TT, in de Grand Prix van Ulster en in de North West 200. Stanley Woods had zich in 1939 ingeschreven met een bijzondere 500cc-Velocette, een V-twin die eigenlijk bestond uit twee 250cc-blokken met tegengesteld draaiende krukassen. Woods trainde ermee, maar gebruikte in de Senior TT liever de vertrouwde 500cc-eencilinder van Velocette. In 1940 probeerden Bianchi en Moto Guzzi nog een inhaalslag te maken. Bianchi bouwde een 500cc-dwarsgeplaatste luchtgekoelde viercilinderlijnmotor met compressor die slechts één keer werd getest: door Alberto Ascari op Monza. Van alle nieuwelingen maakte deze machine misschien nog wel de meeste indruk, want hij was heel compact gebouwd en had een koningsasaandrijving van de dubbele bovenliggende nokkenas. De 500cc-Moto Guzzi Tre Cilindri compressorracer had zoals uit de naam blijkt drie cilinders. Ze lagen voorover in een hoek van 45°. De machine had twee bovenliggende nokkenassen die werden aangedreven door een lange ketting die door een enorme driehoekige kettingkast aan de rechterkant van het cilinderblok liep. Het was een blokmotor met een ingebouwde vijfversnellingsbak en hij leverde 80 pk bij 8.000 tpm. Guglielmo Sandri testte de machine één keer, in mei 1940 op het circuit Lido dell'Albaro in Genua. Gilera had met de 500cc-Rondine al lang ervaring met compressorracers, maar ontwikkelde in 1940 net als Benelli een 250cc-compressorracer. Beiden waren viercilinders. De Gilera had luchtkoeling en schuin geplaatste cilinders. De Benelli leverde een enorm vermogen: 52 pk bij 10.000 tpm. Dat was meer dan genoeg om de meeste 500cc-racers het nakijken te geven. De machine haalde zonder stroomlijnkuip 230 km per uur.

## Tweede Wereldoorlog
Tijdens de Tweede Wereldoorlog werd er nauwelijks geracet, en in elk geval gebeurde dat niet met fabrieksteams. Soms werden fabriekscoureurs zelfs als productiemedewerker ingezet om militaire motorfietsen te produceren.

### Nederland
Tijdens de mobilisatie waren de meeste leden van het hoofdbestuur van de KNMV onder de wapenen geroepen en de laatste wedstrijden van 1939 waren al afgelast wegens benzinetekort. In het voorjaar van 1940 probeerde men toch nog wedstrijden te organiseren. De militaire autoriteiten stonden welwillend tegenover de motorsport, het Nederlandse Zesdaagseteam bestond deels uit militairen en er was ook een militair terreinkampioenschap. De commandant van het veldleger, Baron van Voorst tot Voorst, stelde de KNMV-Militaire commissie in en daarin zat ook reserve-kapitein Karel Lotsy, die leiding gaf aan de afdeling "Ontspanning en Ontwikkeling" van het leger. Bovendien werd reserve-luitenant Piet Nortier toegevoegd. Hij zou voor de militaire wedstrijden met de sportcommissie van de KNMV samenwerken. Aan wegraces was niet te denken; er werden uitsluitend terreinwedstrijden, betrouwbaarheidsritten en baanwedstrijden uitgezet. Pas in 1943 werd in het Sportpark Hilversum een grasbaanrace georganiseerd, die door de bezetter werd misbruikt om persoonsbewijzen te controleren en onderduikers op te pakken. Dat mislukte grotendeels, maar het was duidelijk dat de toestemming voor de organisatie van de wedstrijd met een onderliggende bedoeling was verleend. Met Pasen 1944 organiseerde men op wielerbaan de Raayberg in Bergen op Zoom wielerwedstrijden die werden voorafgegaan door een 175cc-race met vijf coureurs. Met Pinksteren werd dit herhaald en werd ook een 125cc-klasse verreden. De Duitsers probeerden de wedstrijden te verbieden, maar de benzinerantsoenering kon niet als argument worden gebruikt, omdat op alcohol werd gereden. Halverwege 1944 werden de wedstrijden alsnog verboden.

## Na de oorlog

### Algemeen
Duitsland en Italië hadden dankzij hun ontwikkelingswerk uit de jaren dertig een voorsprong op het gebied van compressormotoren, maar Duitsland was voorlopig uitgesloten van internationale wedstrijden op alle gebieden van sport. Benelli was grotendeels platgebombardeerd en daarna waren de restanten geroofd of vernield door de terugtrekkende Duitse troepen. Bovendien had het grotere bereik van de bommenwerpers ervoor gezorgd dat niet alleen vijandelijke troepen maar ook steden en industrieën waren platgebombardeerd. Het Bombardement op Coventry en twee bombardementen in 1941 hadden flinke schade toegebracht bij Triumph en BSA. De BMW fabriek in Eisenach was voor 60% vernield en lag bovendien in de Sovjetzone. De Italianen moesten voor races uitwijken naar Milaan, omdat het Autodromo Nazionale di Monza door de oorlogshandelingen te zwaar beschadigd was. De Britten kregen er juist een aantal circuits bij dankzij militaire vliegvelden en oefenterreinen die niet meer nodig waren. Zo ontstonden uiteindelijk Brands Hatch, Croft Circuit, Davidstow Circuit, Goodwood Circuit, Lulsgate Aerodrome, Mallory Park, Oulton Park, Rufforth Circuit, Silverstone, Snetterton en Thruxton.
Omdat alle fabrieken een ontwikkelingsachterstand hadden en met vooroorlogs materiaal moesten beginnen, durfden ze het in 1946 nog niet aan om officiële fabriekscoureurs aan te wijzen. Ze eisten natuurlijk wel de eer op als iemand met het "onofficiële" eigen merk won. Al op 5 mei 1946 vond in Barcelona de eerste naoorlogse internationale wegrace plaats. De Britten namen nog niet deel, ook al om dat de verbindingen nog niet optimaal waren, en de Zwitsers, Belgen en Spanjaarden reden op vooroorlogse Duitse en Britse machines. De Spanjaard Flores won de 350cc-klasse met een Rudge, maar Omobono Tenni en Ferdinando Balzarotti wonnen de 250- en de 500cc-klasse met Moto Guzzis. Later in 1946 was in elk geval AJS vertegenwoordigd bij wedstrijden in Chimay en Albi. Graaf Alberto Bonacossa, die al sinds 1923 voorzitter was van de FICM, stelde op het congres van 11 en 12 juni 1946 zijn functie ter beschikking en werd opgevolgd door de Franse ingenieur Augustin Pérouse. Die kon onmiddellijk een paar problemen gaan oplossen: iedereen drong aan op een compressorverbod en goede benzine en banden waren nauwelijks verkrijgbaar. De Europese titelhouders moesten worden vastgesteld. Dat werden de Europese kampioenen van 1939: Ewald Kluge (DKW) in de 250cc-klasse, Heiner Fleischmann (DKW) in de 350cc-klasse en Dorino Serafini (Gilera) in de 500cc-klasse.
In 1946 werden al een paar internationale wedstrijden gereden: de Grand Prix van Zwitserland in Genève, de Grand Prix van Frankrijk in Lyon en de Grand Prix van Ulster op het militaire vliegveld van Clady. Deze laatste race was tekenend voor de tijd. In de 500cc-klasse kwam alleen de onbekende rijder Bruce Graham aan de finish. Ernie Lyons verscheen met de splinternieuwe Triumph T100GP die voorzien was van een aluminium motorblok dat voor een luchtmachtgenerator was ontwikkeld. Hij viel uit met bougieproblemen. Leslie Graham kon de juiste motorolie niet krijgen en zijn motor liep vast. Artie Bell moest met banden van synthetisch rubber rijden en één daarvan vloog in brand. Op 7 en 8 juni 1947 werd de Grand Prix van Zwitserland gereden. Zij kreeg de status van Europees kampioenschap, dat nog steeds een eendagsrace was. Bruno Francisi (Moto Guzzi) werd kampioen 250 cc, Fergus Anderson (Norton) werd kampioen 350 cc en Omobono Tenni (Moto Guzzi) werd kampioen 500 cc. Gilera, dat officieel nog titelhouder was, had zich wel ingeschreven, maar na de dood van Jader Ruggeri in de trainingen trok het zich terug. De 600cc-zijspanklasse werd tegen de verwachting in niet door de Zwitser Ferdinand Aubert gewonnen, maar door de Italiaanse broers Luigi en Paolo Cavanna, die hun zijspancombinatie zelf hadden gebouwd rondom een Moto Guzzi blok.
In 1948 stapte de FICM weer af van de gewichtsbeperking. De compressor werd definitief verboden en er werd gesproken over het uitschrijven van het Europees kampioenschap over meerdere wedstrijden. Er waren intussen ook organisaties van buiten Europa toegetreden tot de FICM, waardoor een Wereldkampioenschap wegrace uitdrukkelijk besproken werd. In 1948 lieten de fabrikanten hun aanvankelijke schroom om in internationale wedstrijden te verschijnen varen. Van alle kanten kwamen peperdure fabrieksracers en topcoureurs naar de wedstrijden. Het seizoen werd geopend in Assen, waar de 125 cc klasse haar eerste internationale wedstrijd bestreed met 24 Nederlanders, 4 Spanjaarden en 2 Italianen. Dick Renooy won die wedstrijd met zijn Eysink, vóór Nello Pagani met een Moto Morini. Hier maakte ook de 500cc-luchtgekoelde viercilinder Gilera zijn debuut, maar Massimo Masserini viel ermee toen hij aan de leiding reed en moest de overwinning aan Artie Bell met de Norton laten. In 1948 werd de 125cc-klasse nog gedomineerd door tweetaktmotoren die van normale motorfietsen waren afgeleid, maar in de Grand Prix des Nations kwam Moto Morini met een eencilinder viertakt prototype aan de start. Masserini wist hier de Gilera viercilinder wél naar de overwinning te rijden. In de 250cc-klasse bleef Moto Guzzi de toon aangeven met de Moto Guzzi Albatros en vanaf 1949 de Moto Guzzi Gambalunghino. De 350cc-klasse was voor de Italianen nog niet interessant en de Britten konden er heersen met hun Nortons en Velocettes. De 500cc-klasse was voorlopig verboden terrein voor de Duitsers en daar vochten de Italianen en de Britten tegen elkaar. De Senior TT van 1948 leverde een flink gevecht op tussen Omobono Tenni met de Moto Guzzi en Artie Bell met de Norton. De AJS "Porcupine" was er ook al bij, maar die ondervond nog te veel technische problemen. Het Europees kampioenschap was nog steeds een eendagswedstrijd en die werd in 1948 op het Clady Circuit in Ulster verreden. Het werd een verregend kampioenschap, en de Britten konden slechts verdeeld gelukkig zijn: Maurice Cann werd weliswaar 250cc-kampioen, maar deed dat met een Moto Guzzi Albatros. De 350cc-klasse werd gewonnen door Freddie Frith met een Velocette, maar de 500cc-klasse was een Italiaans succes: Enrico Lorenzetti werd Europees kampioen met de Moto Guzzi Gambalunga. Daarmee trad hij in de voetsporen van zijn kopman Omobono Tenni, die tijdens de Grand Prix van Zwitserland verongelukt was.
In 1949 werd de Fédération Internationale des Clubs Motocyclistes omgedoopt tot Fédération Internationale de Motocyclisme en werd eindelijk het Wereldkampioenschap wegrace ingesteld. De eerste wereldkampioenen waren Nello Pagani (125cc-FB Mondial), Bruno Ruffo (250cc-Moto Guzzi Gambalunghino), Freddie Frith (350cc-Velocette KTT Mk VIII), Leslie Graham (500cc-AJS E90) en Eric Oliver/Denis Jenkinson (Norton/Watsonian zijspancombinatie). De 350cc-klasse was een Britse aangelegenheid, maar in de 125-, 250-, 500cc-en zijspannen waren de Italiaanse merken Gilera, Benelli, Moto Guzzi en Mondial prominent aanwezig. Graham werd dan ook 500cc-kampioen met slechts één punt voorsprong op Pagani met de 500cc-Gilera viercilinder. Daarbij hadden de Italianen door een fout in de vertaling van het reglement een rekenfout gemaakt: Ze wisten dat de rijder van de snelste ronde in een race een extra punt kreeg, maar misten een zinsnede: "mits hij de finish haalt". Graham had daardoor zowel in de Senior TT (rijder van de snelste ronde Bob Foster viel uit) als in Bern (rijder van de snelste ronde Ted Frend viel uit) extra punten gescoord. Volgens de Italiaanse vertaling telden de extra punten voor Foster en Frend, volgens het Franse origineel voor Graham.

### Duitsland
Omdat Duitsland uitgesloten was van internationale wedstrijden kon men alleen nationale wedstrijden organiseren. Daarin werd "Schorsch" Meier de uitblinker. Hij kon met zijn vooroorlogse BMW 255 met compressor Duits kampioen worden in 1947, 1948 en 1949 en zelfs tot sportman van het jaar worden gekozen in 1949. In de 125cc-klasse overheerste Carl Döring met DKW in dezelfde jaren, in de 250cc-klasse werd Hermann Paul Müller in 1947 en 1948 kampioen met DKW, maar in 1949 werd het Friedl Schön met een Bücker-JAP. In de 350 cc werd Willy Jäger in 1947 kampioen met een Norton, Wilhelm Herz in 1948 met een NSU en Siegfried Wünsche in 1949 met een DKW.

### Groot-Brittannië
1947 Was een jaar van kentering. Tot dat moment hadden de Britten zich nog verre gehouden van internationale wedstrijden, en áls ze al mee deden, was dat met motorfietsen van vóór de oorlog. Internationaal verschenen een aantal speciale racemotoren, waarmee het wereldkampioenschap kon worden aangetreden. AJS bracht een nieuwe 500cc-paralleltwin, de AJS E90, die de bijnaam "Porcupine" (stekelvarken) kreeg vanwege de smalle, puntige koelribben op de cilinderkop, en bovendien een verbeterde versie van de 350cc-7R eencilinder, die de bijnaam "Boy Racer" kreeg. Veel belangrijker dan de terugkeer van het Europees kampioenschap was de terugkeer van de Tourist Trophy op Man. Er werd in zes klassen gestart en in al die wedstrijden kwamen slechts twee niet-Britse motorfietsen voor: de 250cc-Moto Guzzis van Manliff Barrington en Maurice Cann. Maar die bezetten dan ook de eerste twee plaatsen in de Lightweight TT. In de 350cc-Junior TT waren de eerste vier plaatsen voor Velocette en in de 500cc-Senior TT waren de eerste twee voor Norton. De Italiaanse dreiging was voor de Britten reden om zich toch wat meer op het vasteland te vertonen, vooral nadat Barrington en Cann met hun Guzzi's ook in Ulster gewonnen hadden.

### Italië
Moto Guzzi had de Condor productieracer ontwikkeld, die ook geleverd werd aan de "Milizia della Strada", een onderdeel van de Zwarthemden van Mussolini. Die gebruikten ze voor hun patrouilles maar ook voor onderlinge wedstrijden. Toen de oorlog uitbrak werden veel fabriekscoureurs en testrijders van Moto Guzzi geronseld voor de MdS. In Italië werden de lange-afstandsraces na de oorlog niet meer opgestart. Toch waren ze erg populair, omdat privérijders er gemakkelijk aan konden deelnemen (met hun normale motorfietsen) en zelfs niet helemaal kansloos waren. Alleen de 1.400 km lange Milaan - Taranto lange-afstandsrace zou in 1950 weer worden opgestart. In tegenstelling tot Duitsland mocht Italië na de oorlog deelnemen aan internationale wedstrijden. Moto Guzzi en Gilera konden meteen goed meekomen met de Britten en in de 250cc-klasse waren de Guzzi's bijna niet te kloppen. Na de oorlog werden de nationale 500cc-races in Italië vooral uitgevochten tussen Gilera en Moto Guzzi. Gilera had nog steeds de viercilinder, inmiddels ontdaan van de compressor, en de Saturno "Otto Bulloni" (acht bouten) eencilinder. Moto Guzzi kon privérijders voorzien van de opgewaardeerde Condor, die inmiddels "Dondolino" heette, terwijl de fabrieksrijders de veel sterkere Gambalunga eencilinder of de Bicilindrica tweecilinder konden gebruiken. Ondanks de rampzalige gevolgen van de oorlog had men bij Benelli toch enkele 250cc-racers gered waarmee Dario Ambrosini in 1948 de Grand Prix van Zwitserland won. In 1949 ontstond door een toeval de 250cc-Moto Guzzi Gambalunghino, toen Enrico Lorenzetti onderdelen van de Gambalunga op zijn beschadigde Moto Guzzi Albatros monteerde. Dat werd een groot succes: het eerste 250cc-wereldkampioenschap werd door Bruno Ruffo met een Gambalunghino gewonnen.

### Nederland
In 1945 werd de bevrijding gevierd met een wedstrijd op de wielerbaan van Amsterdam, maar hier verongelukte Joop Vleeschhouwers, de winnaar van de eerste wedstrijd in Bergen op Zoom, omdat de baan van Amsterdam niet geschikt was voor motorfietsen. In juni 1945 werd er alweer geracet op wielerbanen en er werden in dat jaar ook weer grasbaanwedstrijden en terreinwedstrijden georganiseerd. De KNMV dacht dat de kogel door de kerk was en er van overheidswege gemakkelijk toestemming voor wedstrijden gegeven zou worden, maar de Nederlandse overheid trok weer snel haar vooroorlogse beleid door: de Duinrellrit van november, nota bene ten bate van het Nederlandsch Volksherstel en de Stichting 1940-1945 werd weer verboden. In 1946 werden weer een aantal wegraces georganiseerd: een race op het Circuit van Zandvoort, de ZZ Races in 't Zandt, de Twentse Tourist Trophy Tubbergen en de TT van Assen. Overal was het deelnemersveld nog beperkt tot nationale en regionale rijders. Begin januari 1947 werd in Nederland in overleg met het Ministerie van Verkeer en Waterstaat het wedstrijdverbod opgeheven. De KNMV kon nu zelf toestemming geven voor wedstrijden. Er werd alweer geracet, maar de terreinwedstrijden bleven het belangrijkst, met als hoogtepunt de Motocross des Nations. In 1947 was de TT van Assen weer een internationale wedstrijd, met alleen een 350- en een 500cc-klasse. De Italianen reden met hun 250cc-Moto Guzzi's in de 350cc-klasse mee.

## Ontwikkelingen
De vliegtuigmotoren in de Eerste Wereldoorlog waren snel doorontwikkeld en niet veel groter dan die van een motorfiets, maar van de ontwikkelingen van vliegtuigmotoren in de Tweede Wereldoorlog kon de motorfietsindustrie niet profiteren. Echte nieuwigheden kwamen er in de jaren 1946-1949 nog niet. Door het compressorverbod gingen vooral de Italianen het belang van multicilinders steeds meer op waarde schatten. Elke racer had één, maar bij voorkeur twee bovenliggende nokkenassen en viertaktmotoren genoten de voorkeur, hoewel 125cc-klasse aanvankelijk nog met tweetakten reed. Ze was zó nieuw, dat er nog geen snelle viertakten ontwikkeld waren. Rond 1946 gingen de constructeurs hard aan de slag.
- AJS: AJS had de V-vier met compressor al afgeschreven en Matt Wright en Joe Craig hadden al tijdens de oorlog de nieuwe paralleltwin met compressor ontwikkeld, die in 1947 zónder compressor als AJS E90 verscheen. Daarnaast verbeterde hij de 350cc-"7R" tot de AJS 7R Boy Racer.
- Benelli: Benelli had nog enkele vooroorlogse racers gered, en de 500cc-viercilinder, nu zonder compressor, kon in de eerste jaren na de oorlog nog goed meekomen.
- BMW: BMW richtte zich vooralsnog op de nationale wedstrijden, waarbij men nog gebruik kon maken van de RS 500 met zijn compressor.
- BSA: Val Page werkte bij BSA en hij maakte na de oorlog van de "Empire Star" de "Gold Star", die als 500cc-racer maar ook als crosser werd gebruikt.
- Gilera: Bij Gilera had Piero Remor zijn eerder ontwikkelde vloeistofgekoelde Rondinemotor doorontwikkeld tot een luchtgekoelde versie.
- Moto Guzzi: Bij Moto Guzzi pakte men na de oorlog de zaken voortvarend aan. Gianni Leoni reed in de Franse Grand Prix van 1946 met een revolutionaire "Radice" telescoopvork op zijn Moto Guzzi Albatros. Giulio Cesare Carcano was er hoofd van de race-afdeling en zijn eerste taak was de doorontwikkeling van de Bicilindrica 500 die al uit 1933 stamde, en de Compressore 250. Die laatste kon weliswaar niet meer voor races gebruikt worden, maar wel voor recordpogingen. De 250cc-Albatros, eigenlijk een productieracer, moest de 250cc-klasse vertegenwoordigen. De 500cc-Moto Guzzi Condor werd opgewaardeerd tot de "Dondolino" en de 500cc-Gambalunga uit 1946 werd de nieuwe, lichte eencilinder fabrieksracer om de Bicilindrica te vervangen toen de gewichtsmarge 125 kg werd. In 1947 maakte Carcano een nieuwe tweecilinder voor de 250cc-klasse, de Bicilindrica 250. In 1949 ontstond door een toeval een nieuwe motorfiets. De aanhangwagen waarin de 250cc-Albatros van Enrico Lorenzetti stond was losgebroken en de machine was zwaar beschadigd. Lorenzetti repareerde de machine met onderdelen van een 500cc-Gambalunga, zoals de schommelvoorvork, de tank en de remmen. Daarmee was de motor al mooier en sneller, maar Carcano voegde later ook het frame van de Gambalunga toe en zo ontstond de Moto Guzzi Gambalunghino.
- Moto Morini: Moto Morini ontwikkelde in 1948 een nieuwe 125cc-viertakt. Dergelijke motoren zouden tot ver in de jaren vijftig de klasse domineren.
- Norton: Bij Norton hadden Joe Craig en Arthur Carroll de Norton Manx al vóór de oorlog ontwikkeld en die machine was in die jaren nog snel genoeg om wedstrijden te winnen, hoewel men problemen ondervond met het weggedrag.
- Triumph: Bij Triumph gebruikte Freddie Clarke een aluminium generator die directeur Edward Turner voor het luchtvaartministerie had ontwikkeld voor de Triumph T 100 GP.

## Klassen
De cilinderinhoudsklassen van de Isle of Man TT (250 cc van de Lightweight TT, 350 cc van de Junior TT en 500 cc van de Senior TT) werden na de oorlog algemeen geaccepteerd, maar in 1947 werden er eisen aan toegevoegd: de racemotoren mochten niet zwaarder zijn dan 125 kg, het octaangetal van de benzine mocht niet hoger zijn dan 75, op één tank moest men minstens 250 km kunnen afleggen en de compressoren werden voor internationale wedstrijden verboden, voor nationale (nog) niet. In 1948 werden belangrijke besluiten genomen tijdens het FICM-congres. Compressoren waren definitief verboden, de gewichtsbeperking werd opgeheven en de cilinderinhoudsklassen werden definitief vastgesteld: 125-, 250-, 350-, 500 cc en zijspannen.